# Vilma willemsei
Vilma willemsei är en insektsart som först beskrevs av Günther, K. 1937.  Vilma willemsei ingår i släktet Vilma och familjen torngräshoppor. Inga underarter finns listade i Catalogue of Life.